# Ханелоре Греве (награда)
Литературната награда „Ханелоре Греве“ (на немски: Hannelore-Greve-Literaturpreis) е учредена през 2004 г. от Хамбургския съюз на писателите и се присъжда на всеки две години за „изтъкнати постижения в областта на немскоезичната литература“. Спонсорира се от хамбургската почетна гражданка Ханелоре Греве.
Отличието е на стойност 25 000 €.

## Носители на наградата (подбор)
- Зигфрид Ленц (2004)
- Херта Мюлер (2014)
- Ханс-Йозеф Ортхайл (2016)
- Ула Хан (2018)